# 스피릿 오브 원더
스피릿 오브 원더(Spirit of Wonder)는 쓰루타 겐지 작화의 일본의 앤솔러지 만화 시리즈이다. 1986년부터 1994년까지 고단샤의 성년 만화 잡지인 모닝 (잡지)과 월간 애프터눈에 연재되었다. 아지아도가 애니메이션을 제작하고 도시바-EMI가 출시한 오리지널 비디오 애니메이션(OVA)인 "Spirit of Wonder: Miss China's Ring"이 제작되었다. 또 다른 5부작 OVA는 2001년부터 2004년까지 반다이 비주얼에서 제작 및 출시되었다.

## 개요
스피릿 오브 원더는 독립된 단편 스토리로 구성되어 있으며, 공통점은 보물 찾기, 시간 여행 또는 우주 여행과 관련된 줄거리와 함께 터무니없는 발명품을 개발하는 과학자를 중심으로 전개된다는 것이다. 이야기는 H. G. 웰스, 쥘 베른, 에드먼드 해밀턴과 같은 SF 작가들로부터 영감을 받았다. 이 제목은 찰스 린드버그가 최초의 단독 논스톱 대서양 횡단 비행에서 비행한 스피리트 오브 세인트 루이스(Spirit of St. Louis) 항공기에서 영감을 받았다. 모닝 (잡지)에 게재된 처음 9개의 챕터에는 다양한 주인공, 시간, 장소가 등장하고, 월간 애프터눈에 게재된 마지막 3개의 챕터에는 유일한 반복 주인공인 미스 차이나가 등장한다.